# Ashmeadiella australis
Ashmeadiella australis är en biart som först beskrevs av Cockerell 1902.  Ashmeadiella australis ingår i släktet Ashmeadiella och familjen buksamlarbin. Inga underarter finns listade i Catalogue of Life.